# Hyperolius sylvaticus
Hyperolius sylvaticus es una especie de anfibios de la familia Hyperoliidae.
Habita en Camerún, Costa de Marfil, Ghana, Nigeria y posiblemente Liberia.
Su hábitat natural incluye bosques tropicales o subtropicales secos y a baja altitud, marismas intermitentes de agua dulce, jardines rurales y zonas previamente boscosas ahora degradadas.
Está amenazada de extinción por la pérdida de su hábitat natural.